# Gällivare sjukhus

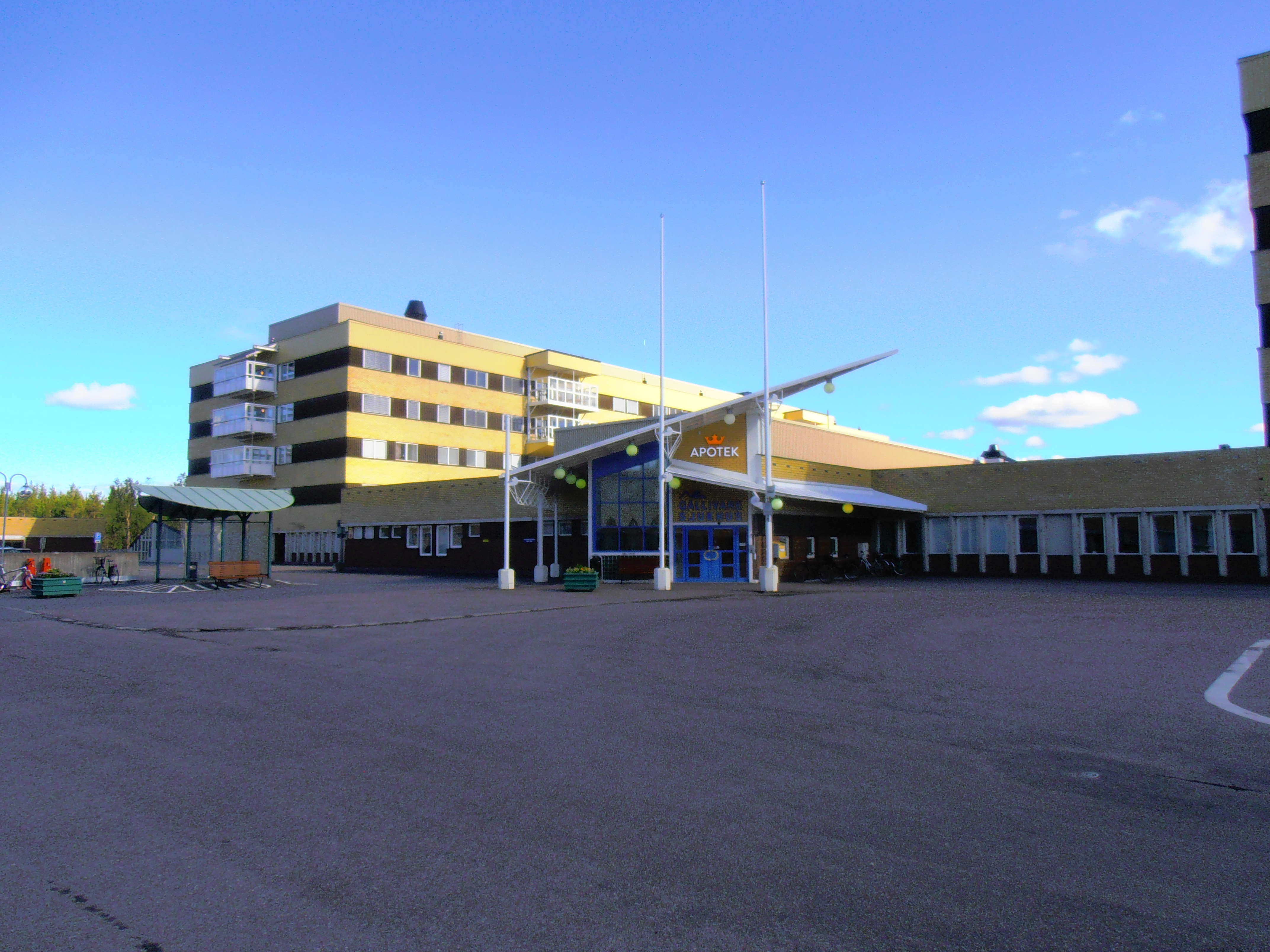
Gällivare sjukhus, juni 2016.

Gällivare sjukhus i Gällivare är ett förstärkt länsdelssjukhus för Malmfälten med specialiteterna internmedicin, kirurgi, ortopedi, obstetrik/gynekologi, barnmedicin, ögon, öron-, näs- och halssjukdomar, psykiatri samt radiologi. I upptagningsområdet ingår fyra kommuner: Gällivare, Kiruna, Jokkmokk och Pajala. Sjukhuset har 700 anställda och 93 vårdplatser varav 13 tillhör psykiatrisk vårdenhet.